# Guardians of Ga'Hoole: The Golden Tree
 Guardians of Ga'Hoole: The Golden Tree  è un romanzo fantasy per ragazzi del 2007 di Kathryn Lasky. È il dodicesimo libro della collana de I guardiani di Ga'Hoole ed è il seguito de Guardians of Ga'Hoole: To Be a King. In Italia è ancora inedito.

## Trama
La Banda, per distogliere Coryn da Nyra, che teme che ormai sia diventata una hagdemon, intraprende un viaggio con lui attraverso i Regni del Sud. Prima di partire, sotto la pressione di molti membri del Parlamento, ossessionati dalla sicurezza della Brace di Hoole, Coryn ordina a un gruppo di Guardiani e di serpi cieche di sorvegliare la Brace, ma alcuni di loro, in particolare una femmina di assiolo delle redini di nome Gemma, sostengono che la Brace non era adeguatamente protetta. La Banda di Coryn e Soren si reca a Velargento. Presto trovano una cavità dove trascorrere la giornata e la Banda racconta a Coryn di aver trovato Bess, la figlia dell'eroico Grimble (un segreto che inizialmente avevano giurato di rivelare solo a Otulissa, Ezylryb e Strix Struma) nel Palazzo delle Nebbie, quando erano più giovani e cercavano alcuni manufatti degli Altri per completare alcuni affari con Mags l’Ambulante. Mentre gli altri dormono, Coryn pensa a ciò che gli avevano detto prima su Bess e sogna un edificio che conteneva una statua di Kreeth. Determinato a scoprire se sua madre fosse una hagdemon, o qualcosa di peggio, come una discendente di uno degli esperimenti più riusciti dell'arci-hagdemon Kreeth, vola via in pieno giorno senza essere scoperto dagli altri.
Nel frattempo al Grande Albero, molti gufi (tranne Otulissa) stannno diventando sempre più ossessionati dalla Brace e dalla sua sicurezza, tanto che, contro gli ordini di Coryn, istituiscono cerimonie insensate e un gruppo d’élite di Guardiani (noti come i Guardiani dei Guardiani della Brace) con il compito di "proteggere meglio" la Brace, nonostante l'opposizione di Otulissa, del resto dello Stormo degli Stormi rimasto e di un anziano maschio di civetta acadica, Fleemus. Primrose, tuttavia, è rimasta piuttosto affascinata dalla cerimonia ed è diventata un'accolita della Brace.
Coryn, nel frattempo, sta cercando il mistico Coniglio che aveva incontrato durante la sua prima fuga dai Puri, ma senza successo. Tornato indietro, trova la strada per un albero di grog in cui si infiltra come gufo bardo. Lì, scorge Mags vendere merci ai gufi trovatori e scopre che la gazza aveva ottenuto il Libro di Kreeth, un antico libro inciso con il disegno di un gufo-pulcinella in cui Kreeth aveva scritto tutti i suoi esperimenti di natchmagen. Sapendo che senza il suo botkin, non era in grado di recuperare il libro, vola per informare la Banda della sua scoperta.
Tornato alla cavità, Coryn rivela alla Banda di aver pensato a lungo all'identità di sua madre e di ciò che aveva scoperto sul libro, esprimendo quanto la mancanza di veri sentimenti da gufo di Nyra assomigliasse a quelli da strega di Kreeth e persino ricordando le somiglianze tra la sua infanzia e quella di Lutta. Soren, per rassicurare Coryn e gli altri, dice loro che non c'erano prove che Nyra fosse un’hagdemon e di non preoccuparsi, ma è sconcertato dalla rivelazione di Coryn del Libro di Kreeth. Vanno a trovare Mags nella sua tana e scoprono che Stryker, sebbene Mags non possa nominarlo, ha comprato il Libro di Kreeth. Decidono così di dirigersi verso i canyon, un tempo appartenuti a Sant’Aegolius, poiché preoccupati che Nyra intenda evocare Kludd e riportarlo in vita. Lungo la strada, incontrano il mistico Coniglio che ha rivelato loro che il Libro si trova in una grotta con Nyra. Nel frattempo, Nyra e Stryker discutono dell'importanza dei gufi nati durante l’eclissi, proprio come era successo a Nyra, Coryn e Hoole, e Nyra dice a Stryker che intende ricreare una creatura già nata, ma migliore. Nyra, tuttavia, ha subito una perdita paralizzante in ciò che rimaneva delle sue truppe e dei barbagianni che combatterono per Kludd, solo lei, Stryker, Wortmore e una coppia di nome Spyke e Gebbles, rimangono, con il resto dei circa 20 sopravvissuti della Battaglia dell'Incendio. Pertanto, sebbene Nyra sia stata in grado di accumulare una piccola forza con le sue nuove reclute, permettendo persino a Ifghar e Gragg di unirsi a lei per la loro conoscenza militare, ora sta cercando altre risorse.
La situazione al Grande Albero peggiora a tal punto che viene istituita una prigione, dove vengono detenuti i gufi che hanno commesso "crimini contro la Brace". La prima a essere imprigionata è stata Otulissa, con l’accusa di crimini contro la Brace per aver nascosto la tazza da tè dell'incoronazione di Madame Plonk, che il GGB voleva rivendicare per usarla nelle sue cerimonie della Brace (su richiesta di Madame Plonk). Madame Plonk è stata posta agli "arresti domiciliari", non effettivamente incarcerata, poiché il suo canto era obbligatorio per le cerimonie della Brace. Così, approfittando della scarsa sicurezza, vola via dall'Albero per cercare il Coryn e la Banda per informarli dei problemi all'albero.
Il re e la Banda continuano a viaggiare verso i canyon. Coryn vede tra le fiamme Ifghar e Gragg con il resto del gruppo di Nyra e la meta-lupa Gyllbane. Così la Banda si dirige all’Aldilà dell’Aldilà e ascoltano la storia del Tunnel della Disperazione. Gyllbane e Hamish, gli amici meta-lupi di Coryn, insieme al figlio mutilato di Gyllbane, Cody, spiegano che era il tunnel in cui i MacHeath avevano visto il vecchio nemico di Coryn e alleato di Nyra, MacHeath, entrare barcollando dopo essere venuto a conoscenza degli eventi del recupero della Brace da parte di Coryn, che lo avevano mandato in preda a una grave malattia. Al suo ritorno MacHeath, accompagnato dalla sua nuova compagna Brygdylla, convoca un'assemblea dei MacHeath e li conduce allo scoperto sotto la luna piena, trasformandosi in vyrrwolves al chiaro di luna, massacrando l'intero clan, tranne Cody. Coryn teme che se Nyra, la più malvagia delle civette, e Dunleavy B. MacHeath, il meta-lupo più malvagio, fossero tornati ad essere alleati potrebbero scatenare una distruzione inimmaginabile, indipendentemente da quanto piccolo fosse il loro esercito o da chi detenesse la Brace. Nel frattempo Madame Plonk riesce ad attraversare il Mare di Hoolemere, solo per crollare esausta, ma viene recuperata da Doc Finebeak, che si unisce a lei nella ricerca di Coryn e degli altri.
Gylfie, dopo aver esplorato il tunnel ed essere tornata al punto d'incontro, riferisce alla Banda che la fine del tunnel è l'ingresso della caverna dove Twilight aveva ucciso Kludd e che aveva visto Nyra e i vyrrwolves, che stavano bevendo dalle pozze di trasformazione, rintanati lì con il Libro dei Kreeth e ciò che restava degli accoliti Tyto di Kludd.
La Banda e Coryn decidono di attaccarli e recuperare il pericoloso libro, venendo aiutati dai meta-lupi giunti dall'Aldilà e condotti ai canyon da Gyllbane e Namara. Il piano consiste nell’assicurarsi che i vyrrwolves non raggiungano la luce della luna. Purtroppo la strategia fallisce e Nyra, dopo aver ferito gravemente Twilight, fugge nelle profondità della caverna mentre Gyllbane e il suo branco si lanciano nella mischia per aiutare la Banda a combattere l'esercito di Nyra. Più tardi arrivano Madame Plonk e Doc, che curano Twilight, mentre Digger insegue Nyra, insieme a Coryn. Coryn affronta Nyra e la fa andare in stallo grazie a una luce verde emanata dal suo occhio. Nyra e le sue truppe si ritirano, mentre tutti i vyrrwolves vengono uccisi e i loro corpi inghiottiti dalla terra, ma durante la battaglia Cody, il figlio di Gyllbane, è stato ucciso nel tentativo di rubare il Libro a Nyra. Invece Twilight viene accudito da Stingyll e Slynella, portati lì da Soren e Doc Finebeak e dopo pochi giorni torna insieme alla Banda, Coryn, Madame Plonk e Doc al Grande Albero. Prima di andarsene, Gylfie porge le sue condoglianze a Gyllbane, che tuttavia non emette risposta.
Una volta arrivati, eliminano tutte le assurdità inventate da Gemma, inclusa la prigione. Coryn rimprovera duramente anche i membri del Parlamento che hanno acconsentito a fare tali cose e manda Gemma, Elyan, Yeena, Penfold, Felix, e Humbert nelle loro cavità mentre pensa alla loro punizione. Infine, per evitare eventi simili, la Banda insieme al Re e al consiglio di Otulissa, misero la Brace nella fucina di Bubo, che era immune alla sua influenza. Nel frattempo, nei Canyon, Gyllbane ulula il suo dolore alla luna, ma poi osserva con lacrime di incoraggiamento mentre lo spirito di Cody, dopo aver salutato sua madre, inizia il suo viaggio verso la Caverna delle Anime.